# Комадзин
Комадзин (пол. Komadzyn) — село в Польщі, у гміні Кутно Кутновського повіту Лодзинського воєводства.
Населення — 219 осіб (2011).
У 1975-1998 роках село належало до Плоцького воєводства.

## Демографія
Демографічна структура станом на 31 березня 2011 року:
|          | Загалом | Допрацездатний вік | Працездатний вік | Постпрацездатний вік |
| -------- | ------- | ------------------ | ---------------- | -------------------- |
| Чоловіки | 101     | 18                 | 74               | 9                    |
| Жінки    | 118     | 24                 | 58               | 36                   |
| Разом    | 219     | 42                 | 132              | 45                   |